# Цикау (Марамуреш)
Цикау (рум. Țicău) насеље је у Румунији у округу Марамуреш у општини Улмени. Oпштина се налази на надморској висини од 166 m.

## Становништво
Према подацима из 2002. године у насељу је живело 765 становника.

### Попис2002.
| Расподела становништва по националности 2002.‍ | Расподела становништва по националности 2002.‍ | Расподела становништва по националности 2002.‍ | Расподела становништва по националности 2002.‍ | Расподела становништва по националности 2002.‍ |
| --------------------------------------------- | --------------------------------------------- | --------------------------------------------- | --------------------------------------------- | --------------------------------------------- |
|                                               |                                               |                                               |                                               |                                               |
| Румуни                                        | Румуни                                        |                                               | 290                                           | 38,0%                                         |
| Мађари                                        | Мађари                                        |                                               | 98                                            | 12,8%                                         |
| Роми                                          | Роми                                          |                                               | 376                                           | 49,2%                                         |